# Habronyx majorocellus
Habronyx majorocellus är en stekelart som beskrevs av Wang 1989. Habronyx majorocellus ingår i släktet Habronyx och familjen brokparasitsteklar. Inga underarter finns listade i Catalogue of Life.